# Gran Premio motociclistico d'Olanda 1965
Il Gran Premio d'Olanda fu il sesto appuntamento del motomondiale 1965.
Si svolse sabato 26 giugno 1965 sul circuito di Assen. Erano in programma tutte le classi.
Il GP iniziò con la classe 350 (ore 10.15) vinta agevolmente da Jim Redman.
Seguì la 50 (ore 11.40) nella quale Ralph Bryans vinse la resistenza di Hugh Anderson e si portò in testa al campionato.
In 250 (ore 12.30) quinta vittoria stagionale di Phil Read.
Seguì la 125 (ore 14.15), vinta da Mike Duff davanti alle Suzuki di Yoshimi Katayama e Hugh Anderson.
Doppietta MV Agusta in 500 (ore 15.30), con Mike Hailwood primo e Giacomo Agostini secondo.
Chiuse il programma la gara dei sidecar (ore 16.45) vinta da Fritz Scheidegger grazie ai ritiri dei suoi più diretti rivali per il titolo, Max Deubel e Florian Camathias.

## Classe 500

### Arrivati al traguardo
| Pos. | Pilota           | Moto      | Tempo        | Punti |
| ---- | ---------------- | --------- | ------------ | ----- |
| 1    | Mike Hailwood    | MV Agusta | 1h 04' 59" 6 | 8     |
| 2    | Giacomo Agostini | MV Agusta | +52" 8       | 6     |
| 3    | Paddy Driver     | Matchless | +1' 37" 5    | 4     |
| 4    | John Cooper      | Norton    | +1' 39" 6    | 3     |
| 5    | Jack Ahearn      | Norton    | +3' 23" 6    | 2     |
| 6    | Dan Shorey       | Norton    | +1 giro      | 1     |
| 7    | Chris Conn       | Norton    | +1 giro      |       |
| 8    | Karl Hoppe       | Matchless | +1 giro      |       |
| 9    | Rudi Thalhammer  | Norton    | +1 giro      |       |
| 10   | Syd Mizen        | Matchless | +1 giro      |       |
| 11   | Jack Findlay     | Matchless | +1 giro      |       |
| 12   | Stuart Graham    | Matchless | +1 giro      |       |
| 13   | Roy Ingram       | Norton    | +1 giro      |       |
| 14   | Lewis Young      | Matchless | +1 giro      |       |
| 15   | John Mawby       | Norton    | +1 giro      |       |

### Ritirati
| Pilota           | Moto      | Motivo ritiro |
| ---------------- | --------- | ------------- |
| Derek Minter     | Norton    |               |
| Robin Fitton     | Norton    |               |
| Bill Ivy         | Matchless |               |
| Dennis Ainsworth | Norton    |               |
| Billie Nelson    | Norton    |               |
| Gyula Marsovszky | Matchless |               |
| Eduard Lenz      | Norton    |               |
| Ian Burne        | Norton    |               |
| John Somers      | Norton    |               |

## Classe 350

### Arrivati al traguardo
| Pos. | Pilota           | Moto      | Tempo        | Punti |
| ---- | ---------------- | --------- | ------------ | ----- |
| 1    | Jim Redman       | Honda     | 1h 05' 07" 1 | 8     |
| 2    | Mike Hailwood    | MV Agusta | +38" 4       | 6     |
| 3    | Giacomo Agostini | MV Agusta | +2' 40" 9    | 4     |
| 4    | Renzo Pasolini   | Aermacchi | +1 giro      | 3     |
| 5    | Gilberto Milani  | Aermacchi | +1 giro      | 2     |
| 6    | John Cooper      | Norton    | +1 giro      | 1     |
| 7    | Chris Conn       | Norton    | +1 giro      |       |
| 8    | Dan Shorey       | Norton    | +1 giro      |       |
| 9    | Dennis Ainsworth | Norton    | +1 giro      |       |
| 10   | Stuart Graham    | AJS       | +1 giro      |       |
| 11   | Alberto Pagani   | Aermacchi | +1 giro      |       |
| 12   | Robin Fitton     | Norton    | +2 giri      |       |
| 13   | Billie Nelson    | Norton    | +2 giri      |       |
| 14   | Eduard Lenz      | AJS       | +2 giri      |       |
| 15   | Roy Ingram       | Norton    | +2 giri      |       |
| 16   | Bert Oosterhuis  | Norton    | +2 giri      |       |

## Classe 250

### Arrivati al traguardo
| Pos. | Pilota           | Moto      | Tempo     | Punti |
| ---- | ---------------- | --------- | --------- | ----- |
| 1    | Phil Read        | Yamaha    | 55' 56" 9 | 8     |
| 2    | Jim Redman       | Honda     | +29" 8    | 6     |
| 3    | Mike Duff        | Yamaha    | +50" 7    | 4     |
| 4    | Yoshimi Katayama | Suzuki    | +3' 10" 7 | 3     |
| 5    | Bruce Beale      | Honda     | +3' 22" 5 | 2     |
| 6    | Derek Woodman    | MZ        | +3' 25" 4 | 1     |
| 7    | Gilberto Milani  | Aermacchi | +1 giro   |       |
| 8    | Renzo Pasolini   | Aermacchi | +1 giro   |       |
| 9    | Ginger Molloy    | Bultaco   | +1 giro   |       |
| 10   | Alberto Pagani   | Aermacchi | +1 giro   |       |
| 11   | Günter Beer      | Honda     | +1 giro   |       |
| 12   | Barry Smith      | Bultaco   | +1 giro   |       |
| 13   | Kevin Cass       | Cotton    | +1 giro   |       |
| 14   | Cees van Dongen  | Bultaco   | +1 giro   |       |
| 15   | Gyula Marsovszky | Bultaco   | +2 giri   |       |
| 16   | Han Leenheer     | Aermacchi | +2 giri   |       |

## Classe 125

### Arrivati al traguardo
| Pos. | Pilota            | Moto    | Tempo     | Punti |
| ---- | ----------------- | ------- | --------- | ----- |
| 1    | Mike Duff         | Yamaha  | 48' 00" 3 | 8     |
| 2    | Yoshimi Katayama  | Suzuki  | +2" 6     | 6     |
| 3    | Hugh Anderson     | Suzuki  | +2" 8     | 4     |
| 4    | Bill Ivy          | Yamaha  | +13" 1    | 3     |
| 5    | Luigi Taveri      | Honda   | +1' 26" 4 | 2     |
| 6    | Giuseppe Visenzi  | Honda   | +1 giro   | 1     |
| 7    | Barry Smith       | Bultaco | +1 giro   |       |
| 8    | Jan Huberts       | Honda   | +1 giro   |       |
| 9    | Dieter Krumpholz  | MZ      | +1 giro   |       |
| 10   | Jan Kostwinder    | Honda   | +1 giro   |       |
| 11   | Jürgen Karrenberg | Honda   | +1 giro   |       |

## Classe 50

### Arrivati al traguardo
| Pos. | Pilota          | Moto     | Tempo     | Punti |
| ---- | --------------- | -------- | --------- | ----- |
| 1    | Ralph Bryans    | Honda    | 30' 11" 6 | 8     |
| 2    | Hugh Anderson   | Suzuki   | +6" 6     | 6     |
| 3    | Luigi Taveri    | Honda    | +25" 5    | 4     |
| 4    | Mitsuo Itoh     | Suzuki   | +37" 4    | 3     |
| 5    | Ernst Degner    | Suzuki   | +1' 22"   | 2     |
| 6    | Cees van Dongen | Kreidler | +2' 31" 8 | 1     |
| 7    | Gerhard Thurow  | Kreidler | +1 giro   |       |

## Classe sidecar
Per le motocarrozzette si trattò dell'87ª prova dall'istituzione della classe nel 1949. La gara si svolse su 14 giri, per un totale di 107,800 km.
Il giro più veloce fu di Fritz Scheidegger/John Robinson (BMW) in 3' 32" 6 a 130,400 km/h.

### Arrivati al traguardo
| Pos | Pilota                | Passeggero       | Moto | Tempo     | Punti |
| --- | --------------------- | ---------------- | ---- | --------- | ----- |
| 1   | Fritz Scheidegger     | John Robinson    | BMW  | 51' 01" 4 | 8     |
| 2   | Chris Vincent         | Fred Roche       | BMW  |           | 6     |
| 3   | Colin Seeley          | Wally Rawlings   | BMW  |           | 4     |
| 4   | Heinz Luthringshauser | Hermann Hahn     | BMW  |           | 3     |
| 5   | Barry Thompson        | Richard Bradley  | BMW  |           | 2     |
| 6   | Otto Kölle            | Heinz Marquardt  | BMW  |           | 1     |
| 7   | August Wolf           | Werner Zielaff   | BMW  | +1 giro   |       |
| 8   | Arsenius Butscher     | Wolfgang Kalauch | BMW  | +1 giro   |       |
| 9   | Harald Wohlfahrt      | Armgard Neumann  | BMW  | +1 giro   |       |
| 10  | Boško Šnajder         | H. Bosman        | BMW  | +1 giro   |       |
| 11  | Ray Pollard           | M. Escombe       | BMW  | +1 giro   |       |

## Fonti e bibliografia
- "Motor" n° 27 del 2 luglio 1965, pag. 653, su motorracehistorie.nl. URL consultato il 4 agosto 2011 (archiviato dall'url originale il 4 marzo 2016).
- Risultati della 500 su autosport.com, su autosport.com.